# Península Bay de Verde
A península Bay de Verde é uma península da ilha da Terra Nova, no Canadá. Faz parte da península de Avalon, sendo a sua maior subpenínsula, e separa a baía de Trinity da baía de Conception.